# 奥州市立胆沢愛宕小学校
奥州市立胆沢愛宕小学校（おうしゅうしりつ いさわあたごしょうがっこう）は、岩手県奥州市胆沢にあった公立小学校。

## 概要
4分校を統合して1899年に開校し、奥州市学校再編計画により2024年をもって閉校した小学校である。
校歌は1953年に制定され、菊池知勇が作詞し、森るり子が作曲した。歌は3部で構成され、歌詞には「愛宕原」という古来からの地名のほか、地区内の川「胆沢川」や山「焼石岳」が各部に盛り込まれている。
児童数は、1959年度の672人が最多であり、その後に減少に転じた。2000年代以降に関しては、2000年度の154人から10年後（2010年度）には63人と約6割ほど減少し、さらに10年後（2020年度）には37人まで減少した。閉校する2023年度には34人を記録し、市内の小学校では同じく2023年度に閉校する黒石小学校に次いで2番目に少ない児童数であった。児童数の減少を受けて2013年度からは複式学級が発生し、2021年度には完全複式学級（3学級編成）に陥っていた。
閉校する2024年3月には、閉校式と閉校事業実行委員会主催の「閉校記念式典～愛宕っこの絆～」を開催した。愛宕っこの絆は地区民含め200人が集い、長らく伝承活動を行ってきた郷土芸能「下鹿合剣舞」を披露した。124年の歴史に幕を閉じ、延べ3,510人の児童を送り出した。

## 沿革
- 1899年（明治32年）3月31日 - 愛宕尋常小学校として、市野々・鹿合・萱刈窪・野山田分教場を統合して開校[11][4]。
- 1920年（大正9年）10月 - 現在地に校舎を落成し、移転[6]。
- 1924年（大正13年）4月 - 石淵分教場を開設[6]。
- 1932年（昭和7年）4月 - 「愛宕尋常高等小学校」に改称[6]。
- 1939年（昭和14年） - 校章を制定[11]。
- 1941年（昭和16年）4月 - 国民学校令施行に伴い、「愛宕国民学校」に改称[6][4]。
- 1947年（昭和22年）4月 - 学校教育法施行に伴い、「若柳村立愛宕小学校」に改称[11][4]。
- 1949年（昭和24年）4月 - 前川分校を開設[6]。
- 1953年（昭和28年）8月 - 校歌を制定（作詞：菊池知勇、作曲：森るり子）[5]。
- 1955年（昭和30年）4月1日 - 村合併に伴い、「胆沢村立愛宕小学校」に改称[6]。
- 1961年（昭和36年）
  - 2月 - 屋内体育館を落成[6]。
  - 3月 - 前川分校を廃止（統合）[6]。
- 1962年（昭和37年）10月 - 下嵐江分校を開設[6]。
- 1963年（昭和38年）4月 - 郷土芸能「鹿合剣舞」の伝承活動を開始[6][3]。
- 1965年（昭和40年）3月 - 下嵐江分校を廃止（統合）[6]。
- 1967年（昭和42年）4月1日 - 町制施行に伴い、「胆沢町立愛宕小学校」に改称[11]。
- 1969年（昭和44年）
  - 3月 - 石淵分校を廃止（統合）[6]。
  - 4月 - スクールバスの運行開始[6]。
- 1970年（昭和45年）7月 - プールを落成[6]。
- 1973年（昭和48年）8月4日 - 愛宕小学校森林愛護少年団（のちの胆沢愛宕小学校自然愛護少年団）を結成[6][12]。
- 1978年（昭和53年）12月 - 新校舎を落成[6]。
- 2002年（平成14年）6月5日 - 自然愛護少年団の活動が、環境保全功労者として環境大臣より表彰[13]。
- 2003年（平成15年）5月26日 - 宮城県沖地震により各所が被災[11]。
- 2006年（平成18年）2月20日 - 市町村合併に伴い、「奥州市立胆沢愛宕小学校」に改称[6]。
- 2008年（平成20年）6月14日 - 岩手・宮城内陸地震により被災[11]。
- 2011年（平成23年）
  - 3月11日 - 東北地方太平洋沖地震により各所が被災[14]。
  - 東日本大震災で被災した大船渡市立越喜来小学校（大船渡市三陸町）の支援活動を実施[11]。
- 2015年（平成27年）4月 - 特別支援学級「ふたば学級」を開設[11]。
- 2016年（平成28年）4月 - 特別支援学級「あさひ学級」を開設[11]。
- 2017年（平成29年）4月 - 特別支援学級「あすなろ学級」を開設[11]。
- 2021年（令和3年）3月 - 奥州市教育委員会が「奥州市学校再編計画」を策定し、2023年度末での統廃合が決定[2]。
- 2024年（令和6年）
  - 3月16日 - 閉校式と愛宕っこの絆を開催[3][4]。
  - 3月31日 - 奥州市立若柳小学校（奥州市胆沢若柳）への統合に伴い、閉校[3][4]。

## 教育目標
2015年度時点の教育目標。
- よく考える子（知）
- 思いやりのある子（徳）
- たくましい子（体）

## 学校活動
主な学校行事を掲載。
1学期
- 4月 - 始業式、入学式、1年生を迎える会
- 5月 - 運動会
- 6月 - グリーンキャンプ（5年生）、プール開き、修学旅行（6年生）
- 7月 - 終業式（夏休み）

2学期
- 8月 - 始業式、校内水泳記録会
- 9月 - 鑑賞教室、奥州市小学校陸上競技記録会、祖父母学級
- 10月 - 学習発表会、いさわ小中音楽会
- 11月 - 校内持久走大会、読書まつり
- 12月 - 終業式（冬休み）

3学期
- 1月 - 始業式、スキー教室
- 2月 - スキー教室、6年生を送る会
- 3月 - 修了式、卒業式（春休み）、離任式

## 施設概要
主な施設を掲載。
- 校舎（2,466 m2）
- 体育館（637 m2）
- プール（プール槽部分：400 m2、シート造）
- サブプール（プール槽部分：50 m2、シート造）

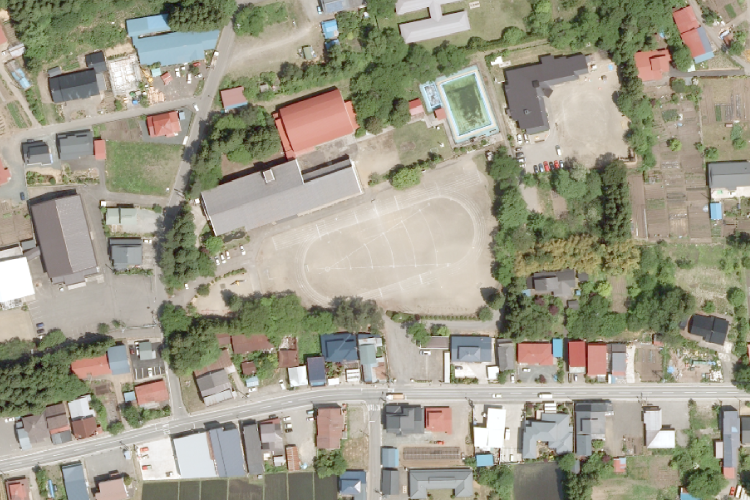
空中写真（2006年6月）

- 校庭（9,629 m2）

## 児童・学級数
1910年度以降の児童数と学級数の推移。2000年度以降は毎年度掲載。
| 年度                                                  | 児童数  | 増減  | 学級数 | 増減 | 出典   | 備考             |
| ----------------------------------------------------- | ------- | ----- | ------ | ---- | ------ | ---------------- |
| 1910（明治43）年度                                    | 不明    | 不明  | 2      |      | [ 16 ] |                  |
| 1918（大正7）年度                                     | 不明    | 不明  | 2      | 0    | [ 17 ] |                  |
| 1922（大正11）年度                                    | 不明    | 不明  | 3      | 1    | [ 18 ] |                  |
| 1926年度                                              | 不明    | 不明  | 4      | 1    | [ 19 ] | 前川分教場分含む |
| 1931（昭和6）年度                                     | 323     |       | 7      | 3    | [ 20 ] | 前川分教場分含む |
| 1959（昭和34）年度                                    | 672     | 349   | 14     | 7    | [ 6 ]  | 児童数最多年度   |
| 2000（平成12）年度                                    | 154     | －518 | 6      | －8  | [ 7 ]  |                  |
| 2001（平成13）年度                                    | 137     | －17  | 6      | 0    | [ 21 ] |                  |
| 2002（平成14）年度                                    | 128     | －9   | 6      | 0    | [ 22 ] |                  |
| 2003（平成15）年度                                    | 106     | －22  | 6      | 0    | [ 23 ] |                  |
| 2004（平成16）年度                                    | 98      | －8   | 6      | 0    | [ 24 ] |                  |
| 2005（平成17）年度                                    | 82      | －16  | 6      | 0    | [ 25 ] |                  |
| 2006（平成18）年度                                    | 72      | －10  | 6      | 0    | [ 26 ] |                  |
| 2007（平成19）年度                                    | 71      | －1   | 6      | 0    | [ 27 ] |                  |
| 2008（平成20）年度                                    | 61      | －10  | 6      | 0    | [ 28 ] |                  |
| 2009（平成21）年度                                    | 63      | 2     | 6      | 0    | [ 29 ] |                  |
| 2010（平成22）年度                                    | 63      | 0     | 6      | 0    | [ 8 ]  |                  |
| 2011（平成23）年度                                    | 60      | －3   | 6      | 0    | [ 30 ] |                  |
| 2012（平成24）年度                                    | 58      | －2   | 6      | 0    | [ 9 ]  |                  |
| 2013（平成25）年度                                    | 58      | 0     | 5      | －1  | [ 9 ]  | 複式学級設置     |
| 2014（平成26）年度                                    | 61      | 3     | 5      | 0    | [ 9 ]  |                  |
| 2015（平成27）年度                                    | 56（1） | －5   | 6（1） | 1    | [ 9 ]  | 特別支援学級開設 |
| 2016（平成28）年度                                    | 49（2） | －7   | 6（2） | 0    | [ 9 ]  |                  |
| 2017（平成29）年度                                    | 50（3） | 1     | 8（3） | 2    | [ 9 ]  |                  |
| 2018（平成30）年度                                    | 55（4） | 5     | 8（3） | 0    | [ 9 ]  |                  |
| 2019（令和元）年度                                    | 44（3） | －11  | 7（3） | －1  | [ 9 ]  |                  |
| 2020（令和2）年度                                     | 37（3） | －7   | 7（3） | 0    | [ 9 ]  |                  |
| 2021（令和3）年度                                     | 32（3） | －5   | 6（3） | －1  | [ 9 ]  |                  |
| 2022（令和4）年度                                     | 33（2） | 1     | 6（2） | 0    | [ 9 ]  |                  |
| 2023（令和5）年度                                     | 34（1） | 1     | 5（1） | －1  | [ 10 ] | 閉校             |
| ※児童数・学級数内の括弧は特別支援児童・学級数（内数） |         |       |        |      |        |                  |

## 学区
- 奥州市胆沢若柳
  - 行政区 - 若柳第3区から第9区

出典：

## 進学先の中学校
- 奥州市立胆沢中学校（奥州市胆沢南都田）[31]

## アクセス
国道397号沿い、胆沢若柳字愛宕の中心部に位置していた。

### 自動車
- 奥州市立若柳小学校から国道397号経由で約7分
- 胆沢ダムから国道397号経由で約9分

## 周辺
- 愛宕保育園
- 奥州市胆沢愛宕地区センター
- 愛宕原簡易郵便局